# Agrilus hyperici
Agrilus hyperici är en skalbaggsart som först beskrevs av Christian Creutzer 1799.  Agrilus hyperici ingår i släktet Agrilus och familjen praktbaggar. Arten har ej påträffats i Sverige. Inga underarter finns listade i Catalogue of Life.